# Pivány Jenő
Pivány Jenő (angolul: Eugene Pivány) (Budapest, 1873. április 29.  – New York, 1946. január 8.) magyar-amerikai újságíró, történész, a magyar–amerikai történelmi kapcsolatok kutatója, az MTA külső tagja (1926).

## Életútja
A Lipótvárosban született a Palatingasse 25 szám alatt (jelenleg Nádor utca). Apja Piványi Ignác mérnök, anyja Turek Gabriella (1837 Tišnov, Morvaország). Három lány és négy fiútestvére volt; ő lett az ötödik testvérek sorában. Egyik öccse Béla  1903-ban Pennsyvania államban honosították.  Hazatérése után magyarként hunyt el    Hatalmas dokumentumgyűjteménye Magyarországon volt. Budapesten az Irányi utca 12.alatt 1945 januárjában egy bombázás következtében megsemmisült. 
1899-ben került ki az Amerikai Egyesült Államokba, könyvvizsgáló munkakörben dolgozott Philadelphiában, közben segített a kivándorolt magyarok anyagi, letelepedési, stb. ügyeinek intézésében. Baráti kapcsolatokat alakított ki a világosi fegyverletétel utáni amerikai emigráció még életben levő tagjaival, egyáltalán az amerikai magyarság kiemelkedő személyiségeivel. Bekapcsolódott amerikai magyar nyelvű lapok szerkesztésébe, az amerikai magyarok közösségeinek egyesületeibe, Philadelphiában az Első Magyar Műkedvelő Egylet könyvtárosa lett, a századelőn alapító tag volt a trentoni Magyar Művelődési Szövetségben (1903) és az Amerikai Magyar Szövetségben (1906), ez utóbbinál ügyvezető titkári tisztséget töltött be. Az első világháború idején, 1915-ben hazatért Magyarországra, s Pivány Jenő is azok közt volt, akik tudósították az eseményekről az amerikai magyar- és angol nyelvű lapokat (Amerikai Magyar Népszava, New York Sun). 1921-ben a magyar-amerikai különbéke előmozdításában is sokat segített.
Szorgalmasan gyűjtötte az amerikai magyarokra vonatkozó emlékeket, ő fedezte fel a történetírás számára Kováts Mihályt, aki az amerikai függetlenségi háborúban huszárezredesként harcolt. Ő volt az a kutató, aki gyűjtötte és jórészt meg is írta az amerikai magyarságra vonatkozó információkat. Miközben a két világháború közt a Pénzintézeti Központ osztályvezetője, majd igazgatója volt, 1926-ban a Magyar Tudományos Akadémián megtartotta akadémiai székfoglaló értekezését „Magyar – amerikai történelmi kapcsolatok a Columbus előtti időktől az amerikai polgárháború befejezéséig” címen, az értekezés a kor szokásainak megfelelően nyomtatásban is megjelent.
A két világháború közt Pivány Jenő birtokában volt a legnagyobb angol nyelvű hungarica-gyűjtemény, de sajnos az a második világháborúban elégett. Piványtól írásai maradtak fenn, leginkább angol nyelven, ezekben sokat foglalkozott az amerikai polgárháború magyar hőseivel. Márki Sándor mellett Pivány Jenő volt a magyar-amerikai kapcsolatok kutatásának úttörője, őt követte Feleky Károly, aki csak gyűjtötte az anyagot, de ennek az anyagnak a segítségével Kende Géza írt egy kétkötetes könyvet Magyarok Amerikában címen. Vasváry Ödön gyűjtött is, írt is, írásait mind magyar, mind angol nyelven publikálta. Pivány, Kende és Vasváry anyagára is jelentős mértékben támaszkodott 1982-ben Puskás Julianna történész Kivándorló magyarok az Egyesült Államokban: 1880-1940 című monográfiájában.

## Művei (válogatás)
- Kossuth és America Kossuth Lajos Americába érkezésének ötvenhatodik évfordulója alkalmából / írta Pivány Jenő. Cleveland, O. : Amerikai Magyarok Szövetsége, 1907, 15 fol. ill.
- Hungarians in the American Civil War / Eugene Pivany ; ill. John Kemény . Cleveland Ohio , 1913, 61 o. ill.
- The case of Hungary in the light of statements of British and American statesmen and authors. Bp, 1919. Online
- Magyarok az amerikai forradalomban / Pivány Jenő. New York : Amerikai Magyar Népszava, 1925, 32 o.
- Magyar-amerikai történelmi kapcsolatok a Columbus előtti időktől az amerikai polgárháború befejezéséig; Egyetemi Ny., Bp., 1926
- Az Amerikai Egyesült Államok hitelszervezete és a hitelintézetek revíziója / Pivány Jenő. Budapest : Gergely, 1938, 26, 2 o.
- Egy amerikai kiküldetés története; Magyar Nemzeti Szövetség, Bp., 1943
- Magyarok Északamerikában / írta Pivány Jenő. Budapest : Officina, 1944, 29, 3 o., 8 t. : ill.

## Kapcsolódó információk
- Az amerikai polgárháború magyar résztvevőinek listája
- Hungarians in the American civil war /Pivány Eugene